# Awad Hamed al-Bandar
Awad Hamed al- Bandar (in arabo عواد حمد بندر السعدون‎?; Bassora, 2 gennaio 1945 – al-Kazimiyya, 15 gennaio 2007) è stato un magistrato e politico iracheno.
Laureato in legge, fu membro del partito Ba'th e dopo la presa del potere di Saddam Hussein fece una rapida carriera nel mondo giudiziario che lo portò, nel 1981, a diventare presidente del Tribunale rivoluzionario dell'Iraq.
L'8 luglio del 1982, in seguito ad un fallito attentato alla vita di Saddam, condannò a morte 143 cittadini di Dujail: le principali nazioni occidentali lo accusarono di conseguenza di crimini contro l'umanità.

## Esecuzione
Si rimase in attesa della sentenza sino al 30 dicembre 2006, poco prima di 6:00 AM orario locale iracheno. Saddam fu impiccato davvero alle 6:05 AM orario locale iracheno (0305 UTC). A Barzan ed Awad fu fatto credere, inizialmente, che sarebbero stati giustiziati anche loro. Solo alcune ore più tardi, asserzioni ufficiali chiarirono che le esecuzioni di Awad ed il suo coaccusato rimanente erano state posticipate per dare significato speciale al giorno dell'esecuzione di Saddam.